# Agta, Mt. Iriga (jezik)
Mt. Iriga Agta jezik (lake buhi west, mt. iriga negrito, san ramon inagta; ISO 639-3: agz), filipinski jezik uže bikolske skupine kojim govori 1 500 ljudi (1979 SIL) istočno od grada Iriga City i zapadno od jezera Lake Buhi na otoku Luzon u Filipinima.
Prema ranijoj klasifikaciji pripadao je skupini mezofilipinskih jezika koja se vodila kao dio malajsko-polinezijskih jezika.

## Vanjske poveznice
- Ethnologue (14th)